# CA1
CA1 (англ. Carbonic anhydrase 1) – білок, який кодується однойменним геном, розташованим у людей на короткому плечі 8-ї хромосоми.  Довжина поліпептидного ланцюга білка становить 261 амінокислот, а молекулярна маса — 28 870.
| 10         |  | 20         |  | 30         |  | 40         |  | 50         |
| ---------- |  | ---------- |  | ---------- |  | ---------- |  | ---------- |
| MASPDWGYDD |  | KNGPEQWSKL |  | YPIANGNNQS |  | PVDIKTSETK |  | HDTSLKPISV |
| SYNPATAKEI |  | INVGHSFHVN |  | FEDNDNRSVL |  | KGGPFSDSYR |  | LFQFHFHWGS |
| TNEHGSEHTV |  | DGVKYSAELH |  | VAHWNSAKYS |  | SLAEAASKAD |  | GLAVIGVLMK |
| VGEANPKLQK |  | VLDALQAIKT |  | KGKRAPFTNF |  | DPSTLLPSSL |  | DFWTYPGSLT |
| HPPLYESVTW |  | IICKESISVS |  | SEQLAQFRSL |  | LSNVEGDNAV |  | PMQHNNRPTQ |
| PLKGRTVRAS |  | F          |  |            |  |            |  |            |

A: Аланін

C: Цистеїн

D: Аспарагінова кислота

E: Глутамінова кислота

F: Фенілаланін

G: Гліцин

H: Гістидин

I: Ізолейцин

K: Лізин

L: Лейцин

M: Метіонін

N: Аспарагін

P: Пролін

Q: Глутамін

R: Аргінін

S: Серин

T: Треонін

V: Валін

W: Триптофан

Кодований геном білок за функцією належить до ліаз. 
Білок має сайт для зв'язування з іонами металів, іоном цинку. 
Локалізований у цитоплазмі.